# Сино-тибетські мови
Си́но-тибе́тські мо́ви (також уживають поняття кита́йсько-тибе́тські мо́ви) — велика мовна сім'я, поширена у Східній, Південно-Східній і Південній Азії. Налічує приблизно 300 мов. Загальна кількість мовців становить понад 1,2 млрд осіб. Таким чином, за кількістю носіїв ця мовна сім'я посідає друге місце у світі після індоєвропейської мовної сім'ї.
Сино-тибетську сім'ю вчені поділяють на дві групи, а саме: китайську (синітську), до якої входить велика кількість китайських мов (які традиційно називають діалектами), і тибето-бірманську групу (решта інших мов). Кількість носіїв китайських мов перевищує 1 млрд осіб.
Час розходження: середина 5 тисячоліття до н. е. Частка збігів: 18 %[джерело?].